# Legend of Lyon Flare
The Legend of Lyon Flare (яп. リヨン伝説フレア Лиён дэнсэцу фрэйя, «Флэр: Лионская легенда») — порнографическое аниме, выпущенное в формате OVA в двух частях. Первая часть вышла в 1986, вторая — в 1990. Режиссёр — Ёрихиса Утида. Это первое аниме, изданное в США компанией ADV Films (позднее также вышло на DVD). Оно известно как классический пример тентаклей в аниме. В центре сюжета The Legend of Lyon Flare находятся три персонажа: принцесса Флэр и её защитники Зик и воительница Нерис, которые сражаются с кровожадной инопланетной армией.

## В ролях
- Кэню Хориути / Сё Хаями — Дзэкэ
- Ю Иноуэ — Нерис
- Юми Такада — Флэр
- Каппэй Ямагути — Эон
- Такаси Мацуо — Глод